# Chlodwig II.

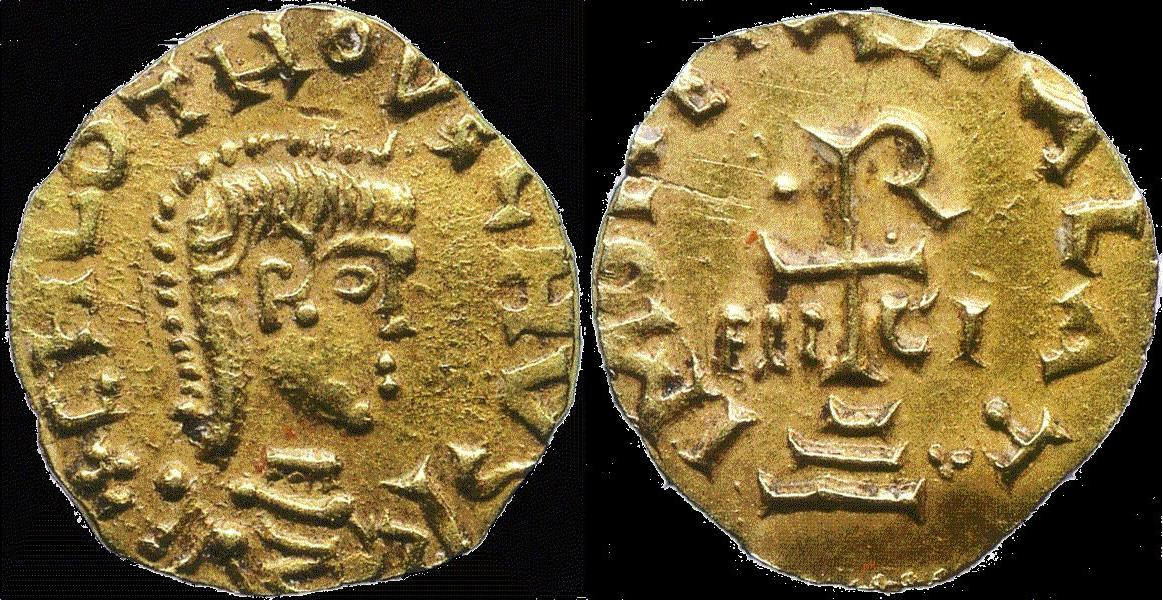
Goldmünze mit dem Bild Chlodwigs II.

Chlodwig II. (in Frankreich Clovis II. Le Fainéant, wobei der Beiname Der Faule bedeutet; * 634; † um den 11. Oktober 657) aus dem Geschlecht der Merowinger war ab dem 20. Januar 639 König des Frankenreichs. 

## Leben
Chlodwig war der jüngere der beiden Söhne des Königs Dagobert I. Sein vier Jahre älterer Bruder Sigibert III. stammte aus einer unehelichen Verbindung Dagoberts, während Chlodwig ein Sohn der Königin Nantechild war, die Dagobert 629 geheiratet hatte. Die Nachfolgeregelung Dagoberts legte fest, dass der Reichsteil Austrasien an Sigibert fallen sollte, Neustrien und Burgund an Chlodwig. Dieser Bestimmung gemäß wurde der erst vierjährige Chlodwig nach dem Tod seines Vaters, der am 19. Januar 639 eingetreten war, von den neustrischen und burgundischen Großen zum König erhoben. Als Tag des Regierungsbeginns galt der 20. Januar. Die Regierung leitete zunächst seine Mutter Nantechild, die erst mit dem Hausmeier Aegas und nach dessen Tod (641) mit dessen Nachfolger Erchinoald zusammenwirkte.
Um 650 heiratete Chlodwig Bathilde, eine englische Adlige, die ins Frankenreich in die Sklaverei verkauft worden war. Mit ihr hatte er drei Söhne: Chlothar III., Childerich II. und Theuderich III.
Chlodwig II. starb schon im Alter von 23 Jahren um den 11. Oktober 657. Er wurde wie sein Vater in Saint-Denis begraben. Nachfolger wurde sein Sohn Chlothar, Regentin war zunächst Königin Bathilde.
Chlodwig gilt zusammen mit seinem Bruder als einer der ersten „Faulenzerkönige“ der späten Merowingerdynastie, die im Schatten ihrer mächtigen Hausmeier standen.